# Xorides erigentis
Xorides erigentis är en stekelart som beskrevs av Wang och Gupta 1995. Xorides erigentis ingår i släktet Xorides och familjen brokparasitsteklar. Inga underarter finns listade i Catalogue of Life.